# The Deal (série télévisée)
 (mars 2024).
La mise en forme du texte ne suit pas les recommandations de Wikipédia : il faut le « wikifier ».
Les points d'amélioration suivants sont les cas les plus fréquents. Le détail des points à revoir est peut-être précisé sur la page de discussion.
- Les titres sont pré-formatés par le logiciel. Ils ne sont ni en capitales, ni en gras.
- Le texte ne doit pas être écrit en capitales (les noms de famille non plus), ni en gras, ni en italique, ni en « petit »…
- Le gras n'est utilisé que pour surligner le titre de l'article dans l'introduction, une seule fois.
- L'italique est rarement utilisé : mots en langue étrangère, titres d'œuvres, noms de bateaux, etc.
- Les citations ne sont pas en italique mais en corps de texte normal. Elles sont entourées par des guillemets français : « et ».
- Les listes à puces sont à éviter, des paragraphes rédigés étant largement préférés. Les tableaux sont à réserver à la présentation de données structurées (résultats, etc.).
- Les appels de note de bas de page (petits chiffres en exposant, introduits par l'outil «  Source ») sont à placer entre la fin de phrase et le point final[comme ça].
- Les liens internes (vers d'autres articles de Wikipédia) sont à choisir avec parcimonie. Créez des liens vers des articles approfondissant le sujet. Les termes génériques sans rapport avec le sujet sont à éviter, ainsi que les répétitions de liens vers un même terme.
- Les liens externes sont à placer uniquement dans une section « Liens externes », à la fin de l'article. Ces liens sont à choisir avec parcimonie suivant les règles définies. Si un lien sert de source à l'article, son insertion dans le texte est à faire par les notes de bas de page.
- La présentation des références doit suivre les conventions bibliographiques. Il est recommandé d'utiliser les modèles {{Ouvrage}}, {{Chapitre}}, {{Article}}, {{Lien web}} et/ou {{Bibliographie}}. Le mode d'édition visuel peut mettre en forme automatiquement les références.
- Insérer une infobox (cadre d'informations à droite) n'est pas obligatoire pour parachever la mise en page.

Pour une aide détaillée, merci de consulter Aide:Wikification.
Si vous pensez que ces points ont été résolus, vous pouvez retirer ce bandeau et améliorer la mise en forme d'un autre article.
Pour les articles homonymes, voir The Deal.
The Deal (en hangeul : 거래 ; hanja : 去來) est une série télévisée dramatique sud-coréenne en 8 épisodes et diffusée du 5 octobre 2023 au 27 octobre 2023, sur la plateforme sud-coréenne Wavve. La série est basée sur le webtoon du même nom écrit par Woonam 20.
En France, la série est diffusée sur la plateforme de streaming Rakuten Viki.
La série a été dévoilée dans la section "On Screen" de la 28ème édition du festival du film international de Busan, où les trois premiers épisodes ont été projetés. La série a également été le seul drama coréen invité à la troisième édition du festival international du film de la Mer Rouge, à Djeddah en Arabie Saoudite, où les trois premiers épisodes ont été projetés.

## Synopsis
The Deal raconte l'histoire de trois anciens camarades de lycée qui se réunissent. Cependant, lorsque Lee Jun-seong (Yoo Seung-ho) et Song Jae-hyo (Kim Dong-hwi) prennent la décision précipitée de kidnapper Park Min-woo (Yoo Su-bin), les choses prennent une tournure inattendue et les difficultés se multiplient ce qui va les envoyer tous les trois dans un voyage périlleux et tumultueux.

## Distribution

### Acteurs principaux
- Yoo Seung-ho : Lee Jun-seong : un ancien footballeur prometteur du lycée qui se promet de vivre une nouvelle vie après avoir été libéré de l'armée, et qui va en réalité vivre d'intenses moments de doute et d'angoisse alors qu'il est inculpé dans un enlèvement accidentel[5].
- Yoo Su-bin : Park Min-woo : le fils d'une famille riche qui a l'air innocent à l'extérieur, mais qui possède en réalité une tout autre facette[6].
- Kim Dong-hwi : Song Jae-hyo : étudiant en médecine et cerveau de l'enlèvement qui a fait le choix irréversible d'enlever son ami[7].
- Lee Joo-young : Cha Su-an : une stagiaire policière qui se prépare à rejoindre la police et seule témoin de l'affaire d'enlèvement après avoir entendu des bruits suspects provenant de l'appartement de son voisin d'en face, elle décide alors de mener son enquête[8].

### Acteurs secondaires
- Baek Ji-won : la mère de Min-woo : après le décès soudain de son mari, Baek Ji-won a assumé la responsabilité de diriger l'entreprise et de sauver sa famille. Elle s’est battue avec acharnement et a réussi à maintenir l’entreprise à flot. Mais voilà, son fils Min-woo a été kidnappé. Elle va alors demander de l'aide au président Hwang pour le sauver[9].
- Shim Young-eun : la cheffe Kim : c'est elle qui accompagne toujours la mère de Min-woo.
- Jeong Yong-ju : Oh Cheol : le petit ami de Su-an et le fils de la propriétaire de l'immeuble où vit Jae-hyo.
- Woo Ji-hyun : Cha Jae-kyung : le frère aîné de Su-an, qui travaille comme détective des homicides[10].
- Kim Do-yoon : Cho Yong-ho : il est membre d'une organisation criminelle et intervient pour résoudre leurs problèmes. Il travaille pour le président Hwang.
- Jeong In-gyeom : président Hwang.
- Lee Sung-wook : bras droit de la mère de Min-woo.